# Édouard Delabrièrre
Édouard Delabrièrre né à Paris le 29 mars 1829 et mort dans la même ville le 7 février 1910 est un sculpteur animalier français.

## Biographie
Édouard Delabrièrre a d’abord étudié la peinture avec le peintre Jean-Baptiste Delestre avant de se tourner vers la sculpture.
Il expose régulièrement au Salon des artistes français de 1848 à 1898 et obtient une mention honorable en 1859.
Le 20 juin 1867, il épouse Eugénie Alléon à Paris.
Sculpteur animalier influencé par Antoine-Louis Barye, il exécute presque exclusivement des groupes ou des statuettes d’animaux. Ses œuvres en fonte de fer sont éditées par la fonderie d'art Durenne et par la fonderie du Val d'Osne sous la direction de Pierre Louis Rouillard.

## Œuvres

### Collections publiques

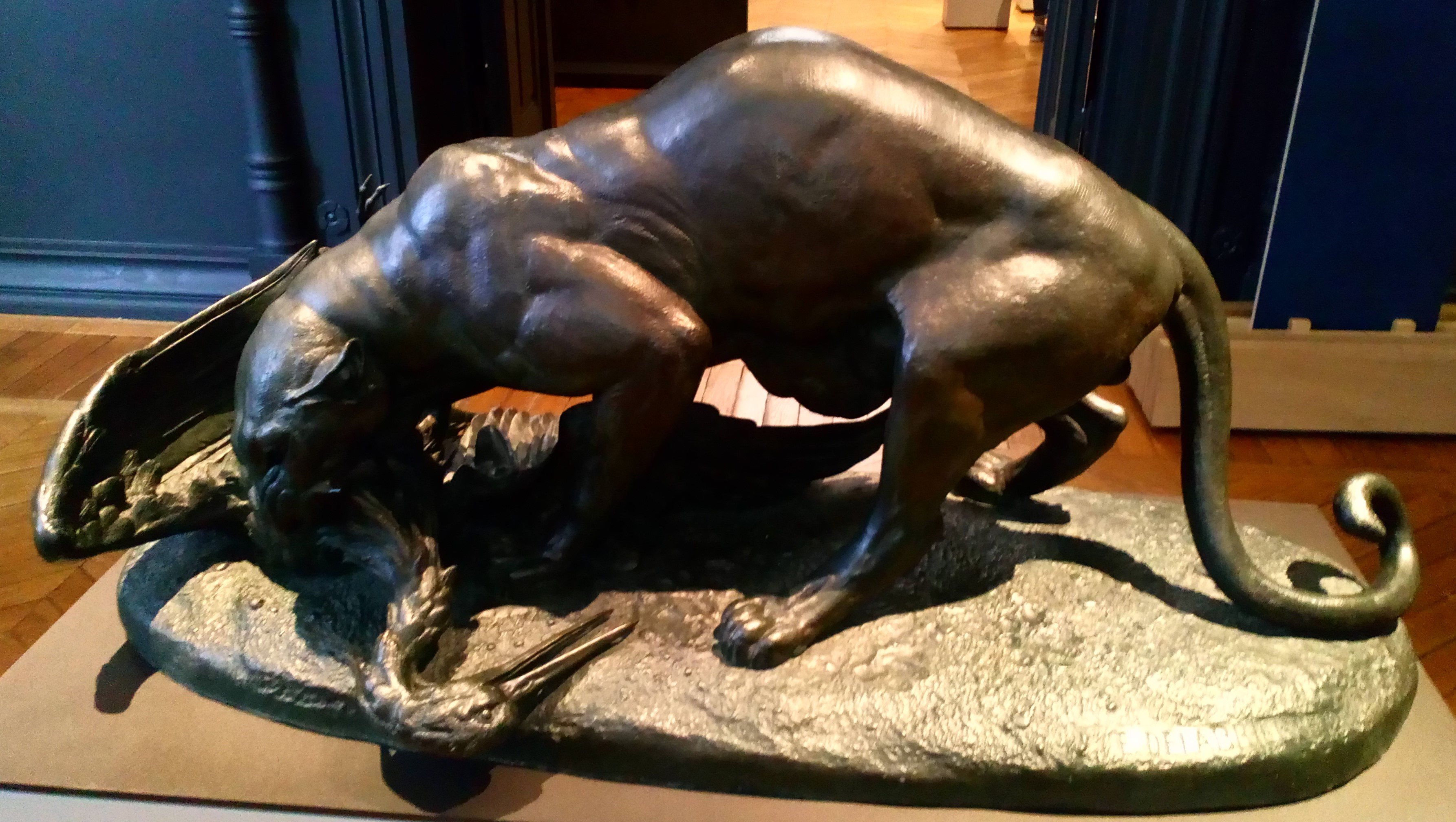
Panthère de l’Inde dévorant un héron

#### France
- Amiens, musée de Picardie : Panthère de l’Inde dévorant un héron, Salon de 1859 (mention honorable), groupe en bronze[5],[6].
- Paris :
  - cimetière du Père-Lachaise : Eugénie Delabrièrre[Note 2], médaillon en bronze, 18 cm[7].
  - palais du Louvre :
    - cour Visconti, fronton : L'Équitation, 1857, haut-relief en pierre. Le musée d’Orsay conserve une photographie de l'esquisse prise par Édouard Baldus entre 1855 et 1857[8].
    - aile de Flore, façade : Groupe de cerfs, 1866, haut-relief en pierre[9].

#### Turquie
- Istanbul, (Yeniköy, Sarıyer), cercle militaire Kalender ordu Evi : Lion terrassant un serpent, 1864, marbre.

### Collection privée
- Pointeur debout sur un faisan[10].

### Fontes d'édition
- Chien devant un faisan, bronze patiné[11].
- Cerf, biche et daim, groupe en bronze à patine brune, 30 cm[12].
- Chien braque au lapin, Salon de 1863[13].
- Chien accroupi, ou Chien se soulageant, ou Chien déféquant, bronze[14].
- Lionne apportant un lièvre à ses petits ou Le Premier gibier, bronze. Le modèle en plâtre est exposé au Salon de 1892[15].